# آيت أوزين آيت ولال (آيت ولال)
آيت أوزين آيت ولال هي إحدى مشيخات المملكة المغربية، تتبع جغرافيا لإقليم زاكورة وإداريًا لآيت ولال. يقدر عدد سكانها بـ 5155 نسمة حسب الإحصاء الرسمي للسكان والسكنى لسنة 2004.